# Heinrich Adolf Schrader

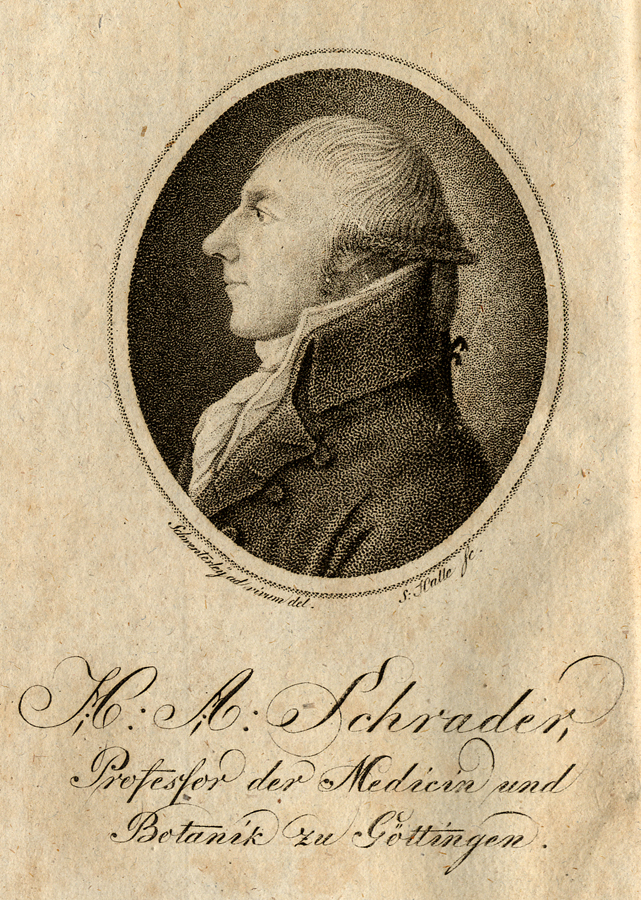
Heinrich Adolf Schrader

Heinrich Adolf Schrader (* 1. Januar 1767 in Alfeld bei Hildesheim; † 22. Oktober 1836 in Göttingen) war ein deutscher Arzt und Botaniker. Sein offizielles botanisches Autorenkürzel lautet „Schrad.“

## Leben
1794 wurde Schrader Direktor des Botanischen Gartens Göttingen. Schrader wurde 1795 medizinischer Doktor in Göttingen, 1803 außerordentlicher Professor und Vorsteher des Universitätsgartens sowie 1809 ordentlicher Professor an gleicher Stelle.
Schrader gab viele beschreibende Arbeiten heraus, teilweise über Pflanzen in Deutschland und teilweise über Gewächse aus entfernten Ländern. Unter diesen gab es mehrere größere Werke mit kolorierten Seiten, wie Sertum Hannoveranum (1795–98, zusammen mit Johann Christoph Wendland), Nova genera plantarum (1797), Flora germanica (Beginn, 1806), Hortus Gottingensis (1809) und Systematische Sammlung Cryptogamischer Gewächse (1796–97).
Er war von 1799 bis 1803 Herausgeber des „Journal für die Botanik“ und 1806–10 des „Neues Journal für die Botanik“, welche Vorgänger für die seit 1818 bestehende Zeitschrift „Flora“ waren. 1804 wurde Schrader zum ordentlichen Mitglied der Göttinger Akademie der Wissenschaften gewählt. 1812 wurde Schrader korrespondierendes Mitglied der Königlich-Preußischen und der Königlich Niederländischen Akademie der Wissenschaften sowie 1815 der Königlich Schwedischen Akademie der Wissenschaften. 1820 wurde er Mitglied der Leopoldina.

## Ehrungen
Die Pflanzengattungen Schradera Vahl aus der Familie der Rötegewächse (Rubiaceae), Schraderanthus Averett aus der Familie der Nachtschattengewächse (Solanaceae) sowie die Moosgattungen Schraderella Müll.Hal. und Schraderobryum M.Fleisch. sind nach ihm benannt worden. Auch die Art Schraders Drüsengänsefuß (Chenopodium schraderianum) aus der Familie der Fuchsschwanzgewächse (Amaranthaceae) ist ihm zu Ehren benannt worden.

## Schriften (Auswahl)
- Nova Genera Plantarvm. Crusius, Leipzig 1787. (Digitalisat Pars 1)
- Spicilegivm Florae Germanicae. Ritscher, Hannover 1794 (Digitalisat)
- Grundriss meiner Vorlesung über die ökonomische Botanik. Barmeier, Göttingen 1798. (Digitalisat)
- De veronicis spicatis. Dieterich, Göttingen 1803. (Digitalisat)
- De asperifoliis Linnei commentatio. Dieterich, Göttingen 1820. (Digitalisat)
- Blumenbachia, novum e Loasearum familia genus : adiectis observationibus super nonnullis aliis rarioribus aut minus cognitis plantis. Dieterich, Göttingen 1827. (Digitalisat)
- Analecta ad floram Capensem . Göttingen, Dieterich 1832. (Digitalisat)